# Louis-Joseph Hugo
Pour les articles homonymes, voir Famille Hugo et Hugo.
Louis-Joseph Hugo, né le 14 février 1777 à Nancy (France) et mort le 18 décembre 1853 à Tulle (France), oncle de Victor Hugo, est un colonel du Premier Empire français. Officier général en retraite, il devint maire de Tulle.

## Biographie

### Une famille nombreuse
Louis-Joseph était issu d'une famille de cultivateurs et d'artisans établis en Lorraine depuis le XVIIe siècle. Il était le quatrième fils de Joseph Hugo (24 octobre 1727 - Baudricourt (duché de Lorraine, aujourd'hui dans le département des Vosges † 12 avril 1799 - Nancy), maître-menuisier-charpentier à Nancy, issu du second mariage de ce dernier, avec Jeanne Marguerite Michaud (21 mars 1741 - Dôle † 15 novembre 1814), « gouvernante d'enfants ».
L'artisan avait une famille nombreuse : sept filles étaient nées de sa première union, avec Dieudonnée Béchet (25 mars 1732 - paroisse Saint-Epvre, Nancy † 4 août 1768 - Saint-Epvre, Nancy), fille d'un maître-cordonnier. Devenu veuf, il avait épousé, le 22 janvier 1770, Marguerite, fille du boulanger François Michaud (né le 6 juin 1698 - Tichey), dont il eut cinq fils : les deux premiers sont morts, probablement assez jeunes[réf. nécessaire], à Wissembourg. Sont nés ensuite Joseph Léopold Sigisbert (le 15 novembre 1773), puis Louis-Joseph (en 1777), et enfin François-Juste (en 1780).
Grâce à leur père, les trois fils purent étudier au Collège royal de Nancy, formation qui leur permettra de devenir très rapidement officiers dans l'armée de la Révolution.

### Volontaire en 1792
La tempête révolutionnaire approchant, le père, avec la prudence d'un commerçant, se tut au sujet de ses opinions politiques. Ses fils, Joseph Léopold Sigisbert dans un premier temps, puis Louis-Joseph, et plus tard François Juste répondirent tous les trois à l'appel de la République menacée. Louis-Joseph se porte volontaire en 1792 : il n'est alors âgé que de 15 ans. Il s'enrôle dans le 6e bataillon de volontaires de la Meurthe commandé par le général Beurnonville.
Il va apprendre très tôt la dure vie de soldat au cours de la guerre de la Coalition à l'armée du Rhin. À Trèves, le jeune Louis Hugo faillit être victime du froid : retrouvé allongé mollement dans la neige, on le crut mort et il fut jeté au milieu des cadavres destinés à la fosse commune. Miraculeusement, un mouvement corporel le sauva in extremis. Ayant rapidement retrouvé la santé, il eut seulement la désagréable surprise de ne plus retrouver son paquetage, ses compagnons l'ayant divisé, selon son utilité.
Le 24 novembre 1793, Louis Hugo combat à Kaiserslautern. En 1794, son bataillon fait partie de la 110e demi-brigade de l'armée de Sambre-et-Meuse. Il combat à Fleurus, puis à la bataille d'Aldenhoven, près de Juliers en Rhénanie face au maréchal Clerfayt.
Il est sous le commandement de Jourdan pendant les campagnes de 1795-1796. En 1797, il est incorporé au 20e de Ligne à l'Armée de l'Intérieur.
Son éducation lui permet de progresser rapidement en grade. Caporal en 1798, il se bat lors de la campagne de Hollande en 1799 (Deuxième Coalition), et intègre la gendarmerie-à-pied de la Loire-Inférieure en avril 1800 et devient maréchal-des-logis le 24 mai suivant.
Cette même année, le 12 septembre, il est promu, par le général Moreau, lieutenant en second dans la 110e demi-brigade, avec laquelle il combat à  Biberach, et Hohenlinden (3 décembre).
Le bataillon de Louis fusionne avec le 55e de Ligne le 26 mai 1803. Il est envoyé avec sa compagnie à Saint-Omer, sous le commandement de Soult, sa compagnie faisant partie du 1er bataillon du 55e Régiment d'Infanterie de Ligne. Le régiment va suivre l'armée au camp de Boulogne.
Le 21 septembre 1805, Louis Joseph est nommé au grade de lieutenant.

### Lacampagne d'Allemagne de 1805
Le lieutenant Hugo faisait partie de l'encerclement qui a provoqué la capitulation du général Mack à Ulm. Le 55e, sous le commandement du maréchal Soult, formant le 4e corps d'armée, était présent à Austerlitz. La division où Hugo servait, commandée par le général de division Le Blond de Saint-Hilaire, prit le plateau de Pratzen, et attaqua la division Kamenski. Hugo se distingua mais fut blessé à la jambe par une balle. Son courage fut récompensé par le grade de lieutenant (rang laissé vacant dans le bataillon par la mort du lieutenant Toupé, tombé ce jour-là).
Le 14 octobre 1806, à Iéna, les 1er et 2e bataillons, sous le commandement du colonel Silberman, faisaient partie de la division Saint-Hilaire. Louis Joseph se distingua à nouveau et était nommé un mois plus tard capitaine du 1er bataillon du 55e RIL, par décret impérial du 23 novembre.
Les Paroles de mon oncle (La légende des siècles, Victor Hugo) font allusion à cette époque de la vie du général.

### Le Cimetière d’Eylau

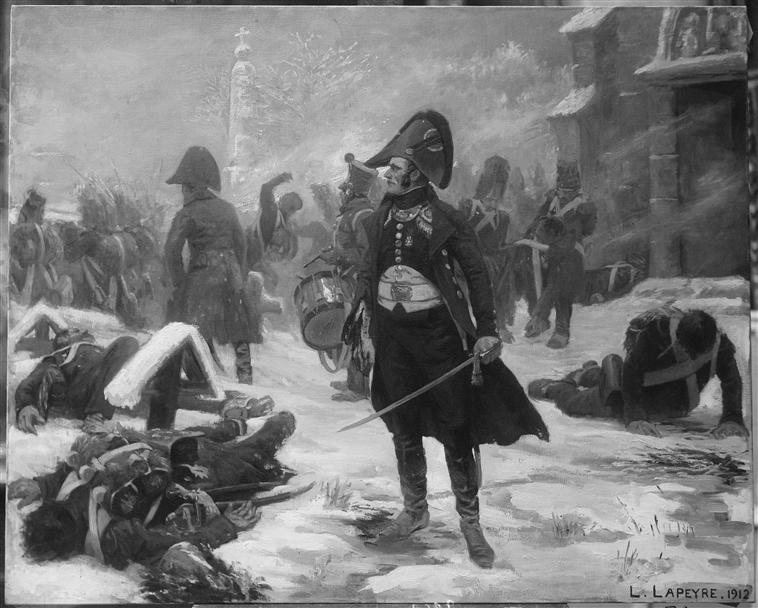
Le capitaine Hugo à Eylau (Lucien Lapeyre, 1912)

Le 8 février 1807, à Eylau, le 55e est envoyé près du cimetière avec pour mission de tenir la position. Il faisait extrêmement froid, la glace et la neige recouvraient le champ de bataille. Déterminé à reprendre le village, le commandant russe, le général Bennigsen, fait concentrer, à 7 h 30, une canonnade immense sur ce point : le 55e était au milieu des obus.
Napoléon ordonna à la division Saint-Hilaire et au 7e corps du maréchal Augereau d'attaquer le centre russe. Louis Joseph Hugo et 85 grenadiers du 55e doivent tenir le cimetière. Là, les troupes furent la proie d'une violente tempête de neige. L'artillerie russe décima le corps d'Augereau. Une boîte à mitraille explosa près de Louis Joseph, il reçut une balle dans le bicorne et un biscaïen le blessa au bras droit. Il se donna une poignée de main pour s'assurer qu'il n'avait pas perdu son bras mais tomba inanimé sur la neige. Son lieutenant prit le commandement de la petite troupe, qui avait été décimée par les obus. Lorsque la canonnade russe se termina vers 18h00, il ne restait que trois survivants dans le cimetière, Hugo, le lieutenant et le tambour.
À l'infirmerie, où son argent lui fut volé, la balle qui l'avait touché fut extraite. Quelques jours plus tard la gangrène s'installe, mais personne ne fut trouvé pour l’amputer de son bras. Louis Joseph, par des injections et de la quinine, sauva lui-même son bras.

Dans ses Mémoires, Louis-Joseph Hugo nous décrit un passage de cette bataille : 
Le poème Le cimetière d'Eylau (La légende des siècles), de Victor Hugo est dédié à son oncle.
Le 55e avait perdu son colonel, Jean-Baptiste Silberman, le 4 mars des suites de ses blessures. Louis-Joseph, quant à lui, fut décoré de la Légion d'honneur le 14 avril 1807. Sous les ordres de son nouveau commandant, le colonel Henri César Auguste Schwiter, il aurait combattu à Friedland[réf. nécessaire].

### Campagne d'Espagne

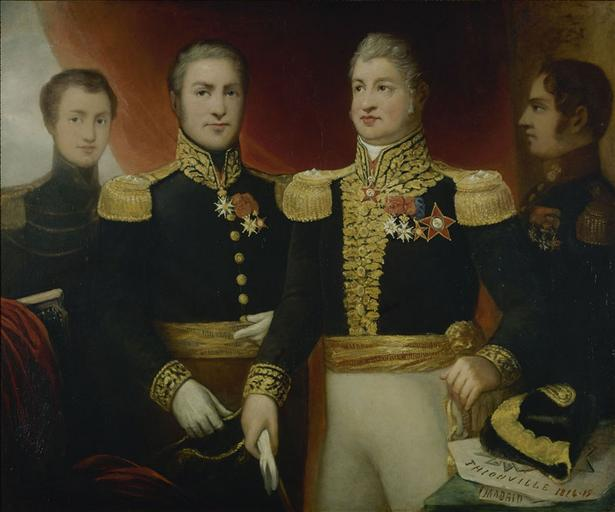
Le Général Léopold Hugo avec deux de ses frères et son fils Abel (Julie Hugo (Paris, 1797 ; Paris, 1869), entre 1820 et 1860, Maison de Victor Hugo).

Le 7 décembre 1808, « Napoléon, qui signe tout », nomme Louis chef de bataillon du régiment Royal-Étranger en Espagne. Louis Hugo avait été appelé en Espagne par son frère, qui voulait le faire profiter de son crédit, et qui y avait attiré aussi son autre frère, Francis. Leur ainé les poussa activement, et Louis était déjà colonel
On confia à Louis Hugo la sécurité de l'axe Paris-Madrid. Sa responsabilité était très grande et la mission ardue : il devait remplir cette tâche difficile avec des soldats fraîchement recrutés. Le 29 juin 1809 à Mengamnos, la trahison de certains de ses soldats le mit dans une situation difficile. Avec courage et lucidité, et l'avantage de la nuit, en utilisant une ruse pour faire croire qu'ils étaient plus nombreux, Louis et ce qui lui restait de troupes rétablirent la sécurité du lieu. Pour cette action, il fut promu au grade de major le 12 septembre et fait chevalier de l'Ordre royal d'Espagne le 25 octobre 1809. Le 22 mars 1810, il fut nommé au grade de colonel, avec le commandement de Brihuega.

Au cours de l'année 1810, il est envoyé deux fois en mission à Paris. La première pour avertir Napoléon Ier d'un complot et la seconde  pour transmettre l'ordre, du roi Joseph à Madame Hugo, sa belle-sœur (épouse de Léopold) et mère du poète, de rejoindre, avec ses enfants, son mari en Espagne. Le beau-frère préféré de Sophie Trébuchet, en passant à la propriété des Feuillantines, impressionne fortement et laisse un souvenir marquant au jeune Victor Hugo qui fit d'« oncle Louis » le héros d'un de ses poèmes (voir plus haut) : 

« Donc, un matin d'automne, les enfants, qui déjeunaient dans ce moment-là, virent entrer, vivement et joyeusement, avec des broderies sur tout l'habit et un grand sabre brillant qui lui traînait aux jambes, un homme grand et élégant de taille qui ressemblait à leur père et qui venait du pays du soleil. Ce sabre brillant, l'Espagne qui s'y mêlait, la mâle bienveillance du visage, le prestige qui environnait alors tout ce qui était militaire, leur fit de cet oncle une vision éblouissante. M. Victor Hugo, racontant cette entrée de son oncle dans la salle à manger des Feuillantines, disait :
— Il nous fit l'effet de l'archange saint Michel dans un rayon. »

Le 4 décembre la même année, Louis Hugo reçut le commandement du Royal-Étranger. Le Royal-Étranger était composé en partie par des anciens combattants de la campagne de Prusse (1806), mais aussi d'Espagnols, de Suisses, d'Italiens, et quelques déserteurs ennemis.
Le 23 mars 1811, au pont d'Auñon (es), avec 550 fantassins, il fut attaqué par 5 000« guérillas ». Son frère Léopold arriva avec ses troupes pour le sauver à environ 17h00.
Tandis que Napoléon est en pleine déroute en Russie, l'armée d'Espagne bat elle aussi en retraite. Rentré en France, il est licencié le 25 octobre 1813.
Chef d'état-major de la 1re division d'infanterie de l'armée des Pyrénées (15 janvier 1814), Louis-Joseph est à Bordeaux lorsqu'il apprend la première abdication (6 avril 1814).

### Fin de carrière
Il obtient le commandement des 3e et 4e bataillons du 18e Léger (1er juillet 1814). Mis en demi-solde le 21 août, il devient chef d'état-major du gouverneur de Vincennes en 1815, le général Daumesnil.
Grâce à ses excellents états de service et, comme tout le monde, en pensant à l'avenir, Louis servira la Première Restauration : le 12 février 1815, il est décoré de l'Ordre de Saint-Louis et fait officier de la Légion d'honneur le 14 février.
Lorsque Napoléon revient de l'île d'Elbe, Louis, encore « bonapartiste », devient colonel du 2e régiment étranger le 21 avril 1815. Il est ensuite employé, le 17 mai 1815, par le général Darricau, commandant des tirailleurs fédérés de la Garde nationale de Paris. Nommé ensuite colonel du 26e de Ligne, le 10 juin 1815, il sert en Vendée.
Mais pour lui, Waterloo sera la fin de 24 années d'aventure militaire en Europe. Dans ses correspondances, au moment où l'on enquête sur l'esprit politique des officiers supérieurs et généraux, Louis ne manifeste aucun attachement particulier à l'Empereur et se déclare prêt à servir le Roi. Il n'estime n'avoir pris « aucune part à la dernière guerre », parle même de l'« usurpateur » et veut prouver la « sincérité de [son] dévouement et de [sa] fidélité à l'auguste personne de Sa Majesté ».
La Seconde Restauration ne pardonnera pas ceux qui ont rejoint l'« usurpateur ». Pendant cinq ans, il sera l'un des « demi-soldes ». Enfin, le 15 mai 1820, Hugo fut rappelé, et nommé, en qualité de colonel, « temporairement », membre du conseil de recrutement de la Corrèze, à Tulle, où il épousa Marie Pinaud.
Maréchal de camp en 1831, commandeur de la Légion d'honneur, le général Hugo, après avoir exercé le commandement des subdivisions de la Corrèze et du Cantal, prit sa retraite à Tulle en 1835.
Maire de la ville de 1849 à 1851, il meurt, à Tulle, dans la nuit du 17 au 18 décembre 1853, et fut inhumé au cimetière de Chameyrat (Corrèze) où il possédait un château toujours propriété de la famille.

## Décorations
- Légion d'honneur :
  - Légionnaire (14 avril 1807), puis,
  - Officier (14 février 1815), puis,
  - Commandeur[10] ;
- Chevalier de Saint-Louis (12 février 1815) ;
- Chevalier de l'Ordre royal d'Espagne (25 octobre 1809) ;

## Hommage, honneurs, mentions...
Oncle du poète, celui-ci l'illustra dans le poème Le cimetière d'Eylau de La légende des siècles :

« Je vis mon colonel l'épée en main.
Par qui donc la Victoire a-t-elle été gagnée ?
Par vous dit-il. La neige était de sang baignée.
Il reprit : C'est bien vous Hugo ?
C'est votre voix.
Oui. Combien de vivants ?
Etes-vous ici ? Trois. »

## Publications
- Adèle Hugo, Victor Hugo raconté par un témoin de sa vie, A. Lacroix, 1864, 6e éd. (lire en ligne), J’étais capitaine de grenadiers au 55e (texte intégral) ;

## Union et postérité
Louis Joseph épousa, le 19 septembre 1826 à Tulle, Marie Pinaud (28 juin 1806 - Tulle † 20 septembre 1843 - Chameyrat), dont il eut :
1. Léopold[11] (15 novembre 1828 † 20 décembre 1866 - Tulle), marié le 29 août 1854 avec Nathalie de La Treilhe de Lavarde (juin 1832 † 5 novembre 1903), dont :
  1. Léopoldine[12] (née le 12 juin 1855), mariée en juillet 1877 avec Alphonse Violet ( † mars 1899), dont postérité ;
  2. Camille (née en février 1858), mariée en juin 1885 avec Albert Masselon ( † 6 juillet 1904), dont postérité ;
2. Marie (24 novembre 1834 - Tulle † 28 août 1906 - Tulle), mariée le 25 avril 1854 avec Léon Chirac ( † 1854). Veuve après six mois de mariage, elle rentre au Carmel de Tulle et fit profession de foi le 16 juillet 1858 sous le nom de sœur Sainte Marie-Joseph.